# Cimone
Cimone är en kommun i provinsen Trento i regionen Trentino-Sydtyrolen i Italien. Kommunen hade 694 invånare (2018).